# I concerti live @ RTSI (album Lucio Dalla)
I concerti live @ RTSI è un album live di Lucio Dalla, registrato per la RTSI – Televisione Svizzera nel dicembre 1978 per l'etichetta Pressing e pubblicato solo nel 2001.
Contiene le canzoni registrate durante il concerto tenuto per la televisione svizzera, il 28 dicembre 1978. Tutti i brani sono stati registrati dal vivo, molti dei quali confluiranno nell'album Lucio Dalla, del 1979. L'unica traccia mai incisa in nessun LP è Angeli, originariamente pensata per essere inserita nell'album Lucio Dalla, ma in seguito tolta e data a Bruno Lauzi, che nel 1981 l'ha inserita nel suo Q-disc Amici.

## Tracce
1. L'ultima luna
2. Notte
3. Anna e Marco
4. Milano
5. Angeli
6. Come è profondo il mare
7. Quale allegria
8. Medley: Piazza Grande-4/3/1943-La casa in riva al mare

## Musicisti
- Lucio Dalla – voce e tastiere
- Rosalino Cellamare – voce e chitarre
- Marco Nanni – basso
- Giovanni Pezzoli – batteria
- Ricky Portera – chitarra